# Borges (piłkarz)
Borges, właśc. Humberlito Borges Teixeira (ur. 5 października 1980 w Salvadorze) – brazylijski piłkarz występujący na pozycji napastnika.

## Kariera klubowa
Borges karierę piłkarską rozpoczął w klubie Arapongas EC w 2001. Przełomem w jego karierze był transfer do AD São Caetano. W São Caetano 23 maja 2004 w wygranym 3-2 meczu z CR Vasco da Gama Borges zadebiutował w lidze brazylijskiej zastępując w 77 min. Warleya. Z São Caetano zdobył mistrzostwo stanu São Paulo – Campeonato Paulista. Borges nie mogąc wywalczyć miejsca podstawowym składzie odszedł do innego pierwszoligowca Paysandu SC.
Początek 2005 rozpoczął w União São João Araras, z którego wkrótce odszedł do Parany Kurytyba. Ten transfer był przełomowy w karierze Borgesa. Już w swoim drugim meczu z Juventude Borges strzelił swoją pierwszą bramkę w Brasileirão. W całym sezonie zdobył 19 bramek, co dało mu czwarte miejsce w klasyfikacji najlepszych strzelców. W 2006 Borges wyjechał do Japonii do występującego w J. League Division 2 klubu Vegalta Sendai. Borges z 26 bramkami na koncie został królem strzelców tych rozgrywek.
W następnym roku powrócił do Brazylii, gdzie został zawodnikiem São Paulo FC. Z Sampą dwukrotnie wywalczył mistrzostwo Brazylii w 2007 i 2008. Borges występował w ekipie trójkolorowych przez trzy lata i rozegrał w ich barwach 150 spotkań, w których strzelił 54 bramki.
Na początku 2010 został zawodnikiem Grêmio Porto Alegre. Z Grêmio zdobył mistrzostwo stanu Rio Grande do Sul – Campeonato Gaúcho w 2010. 23 maja 2011 został zawodnikiem Santosu FC, gdzie został ściągnięty przez swojego byłego trenera - Muricy'ego Ramalho, z którym wcześniej pracował w São Paulo. W Santosie Borges tworzy linię ataku wraz z Neymarem i Alanem Kardekiem. Dotychczas w rozgrywkach Brasileirão wystąpił w 171 meczach, w których strzelił 68 bramek.

## Kariera reprezentacyjna
Borges w reprezentacji Brazylii zadebiutował 28 września 2011 w wygranym 2-0 towarzyskim meczu z reprezentacją Argentyny.